# Mionski nevtrino
Mionski nevtrino (oznaka {\displaystyle \nu _{\mu }\,}) je eden izmed treh nevtrinov. Skupaj z mionom tvori drugo generacijo leptonov. Njegov antidelec je mionski antinevtrino (oznaka {\displaystyle {\bar {\nu }}_{\nu }\,}). Nikoli ne deluje s močno jedrsko silo.

## Odkritje
Mionski nevtrino so odkrili ameriški fiziki Leon Max Lederman (rojen 1922),  Melvin Schwartz (1932 – 2006) in Jack Steinberger (rojen 1921). Vsi so za odkritje leta 1988 prejeli Nobelovo nagrado za fiziko.